# زهرة المصري
زهرة المصري ممثلة أردنية.

## عن حياتها
عملت بالدبلجة في العديد من أفلام ومسلسلات الرسوم المتحركة.

## من أعمالها
- الفتى النبيل
- المقالب الظريفة
- مغامرات سميد
- نصف بطل
- فتاة المراعي كاتولي
- عودة سنبل
- أخي العزيز
- النملة فيردي (الجزء الأوّل)
- النملة فيردي (الجزء الثاني)
- الحصان الفضي
- الدببة الطيبون
- حياتنا أمل
- الأميرة فيروز
- دينفر
- التوأمان
- نساء صغيرات
- بيت المحبة

## روابط خارجية
- زهرة المصري على موقع قاعدة بيانات الأفلام العربية